# Caraphractus
Caraphractus är ett släkte av steklar som beskrevs av Walker 1846. Caraphractus ingår i familjen dvärgsteklar.
Kladogram enligt Catalogue of Life och Dyntaxa:
| Caraphractus | \| \| Caraphractus cinctus \| \| \| \| \| \| Caraphractus hazomanitrae \| \| \| \| |
|              | \| \| Caraphractus cinctus \| \| \| \| \| \| Caraphractus hazomanitrae \| \| \| \| |
|              | Caraphractus cinctus                                                               |
|              |                                                                                    |
|              | Caraphractus hazomanitrae                                                          |
|              |                                                                                    |